# Un si beau voyage
Pour plus de détails, voir Fiche technique et Distribution.
Un si beau voyage est un film franco-tunisien réalisé par Khaled Ghorbal, sorti en 2008. C'est le dernier film du comédien Farid Chopel.

## Synopsis
Mohamed, ouvrier à la retraite, vit dans un foyer de travailleurs en banlieue parisienne. Il se trouve contraint de quitter sa chambre et décide de rentrer en Tunisie, son pays d’origine qu’il n’a plus revu depuis de longues années.

## Fiche technique
- Titre : Un si beau voyage
- Réalisation et scénario : Khaled Ghorbal
- Musique : Médéric Collignon
- Photographie : Jacques Besse
- Montage : Andrée Davanture
- Décors : Sandra Castello et Hamadi Boulares
- Costumes : Claire Fraïssé et Nadia Anane
- Son : David Ritt, Elisabeth Paquotte et Éric Tisserand
- Photographie de plateau : Emmanuel Rioufol
- Production : Valérie Saas-Lovichi, Geoffroy Grison et Fred Bellaïche (producteurs), Abdelaziz Ben Mloukla et Khaled Ghorbal (coproducteurs)
- Sociétés de production : Yoko Films et Shilo Films
- Durée : 137 minutes
- Pays :  France et  Tunisie
- Budget : 1,8 million d'euros[1]
- Société de distribution :  France : Acacias Films
- Dates de sortie : 
  - Tunisie : 1er novembre 2008 (Journées cinématographiques de Carthage)[2]
  - France : 18 mars 2009

## Distribution
- Farid Chopel : Mohamed
- Assumpta Serna : Pilar
- Abdelhafid Metalsi : Karim
- Aboubacar Eros Sissoko : Mansour
- Huguette Maillard : le médecin
- Awatef Jendoubi : Leila
- Olivier Rabourdin : le directeur du foyer
- Ahmed Snoussi : Hechmi
- Amor Boussaffa : Amor
- Myriam Ajar : l'hôtesse de l'air